# Moritz Gottlieb Saphir
Moritz Gottlieb Saphir, född 8 februari 1795 i Lovasberény, död 5 september 1858 i Wien, var en ungersk författare.
Saphir, som var av judisk börd, var verksam som tidningsredaktör i Wien. Han utgav en mängd sentimentala, vitsande och ytliga arbeten, som vann stor spridning, bland annat ett Konversationslexikon für Geist, Witz und Humor (1850; flera upplagor och bearbetningar). Hans samlade skrifter utkom i flera olika upplagor, bland annat 1890; urval utgavs 1884, 1893 o.s.v. På svenska utkom ett urval med titeln Raketer och svärmare (översättning Johannes Granlund, Lamm, 1887).

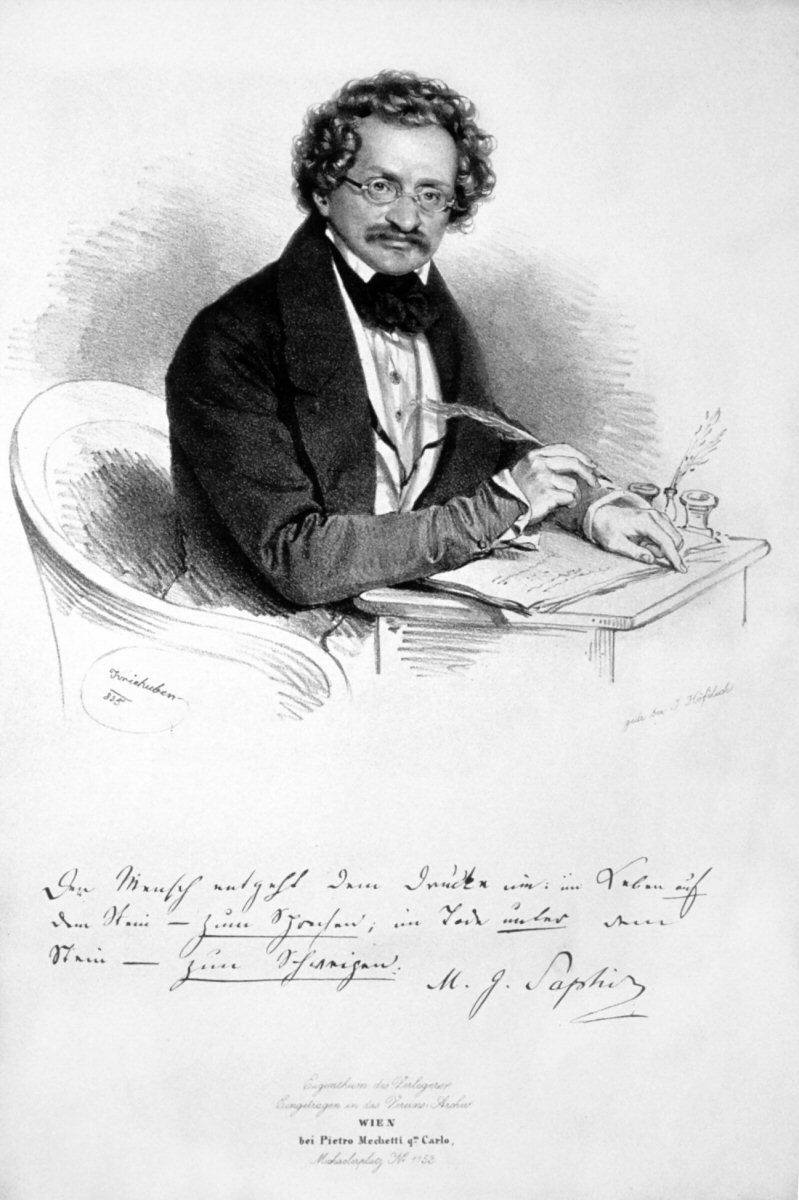
Moritz Gottlieb Saphir, litografi (1835) av Joseph Kriehuber.

## Fotnoter
1. 1 2  SNAC, SNAC Ark-ID: w6hd7w8m, läs online, läst: 9 oktober 2017.[källa från Wikidata]
2. 1 2  International Music Score Library Project, IMSLP-ID: Category:Saphir,_Moritz_Gottlieb, läst: 9 oktober 2017.[källa från Wikidata]
3. 1 2  Brockhaus Enzyklopädie, Brockhaus Enzyklopädie-ID: saphir-moritz, läst: 9 oktober 2017.[källa från Wikidata]
4. 1 2 3  Find A Grave-ID: 183796754.[källa från Wikidata]
5. ↑  Tjeckiska nationalbibliotekets databas, NKC-ID: jn20010601988, läst: 30 augusti 2020.[källa från Wikidata]
6. ↑  Gemeinsame Normdatei, läst: 25 juni 2015.[källa från Wikidata]
7. ↑  Charles Dudley Warner (red.), Library of the World's Best Literature, 1897, läs online.[källa från Wikidata]
8. ↑  Gemeinsame Normdatei, Deutsche Nationalbibliotheks katalog-id-nummer: 1301395807749153-1, läst: 16 januari 2023.[källa från Wikidata]